# La Roca Hirviente, Segunda Parte (Avatar: La Leyenda de Aang)
La Roca Hirviente, segunda parte es el quincuagésimo quinto episodio de la serie animada de Nickelodeon Avatar, la leyenda de Aang, y el décimo quinto episodio del Libro 3: Fuego. Es la continuación del anterior capítulo y explica cómo el grupo consigue escapar de la Roca Hirviente.

## Sinopsis
El episodio comienza con los prisioneros siendo recibidos en por el Alcalde y un grupo de guardias. Todos se ponen en fila obedeciendo las órdenes de un guardia. Sokka llega entonces y se sitúa entre el grupo de guardias. El Alcalde da una explicación a los presos sobre las normas de la Roca Hirviente. Al llegar a Hakoda, este tiene la mirada hacia el piso, por lo que le exige que le mire a los ojos. Hakoda se niega y el Alcalde le obliga a ponerse de rodillas pisándole los grilletes que lleva en las manos, exigiéndole a Hakoda que le mira a los ojos. Este al final le mira a los ojos, pero cuando el Alcaide está a punto de irse, el líder de la Tribu Agua del Sur hace que tropiece y se caiga, provocando que Sokka se ría levemente. Dos guardias ayudan al Alcalde a levantarse y este, furioso, ordena que se lleven a los presos.
Más tarde, Hakoda está en su celda y Sokka disfrazado va a visitarle, contento de que esté bien. Al principio Hakoda no le reconoce, por lo que amenaza con atacarle si se acerca más. Sokka se quita el casco para que le vea mejor y Hakoda le abraza llorando y le dice que tenga más cuidado con ese disfraz de soldado, puesto que casi le pega.
Mientras, en otro lugar, el Alcalde va a ver a Chit Sang, que está atado a una silla. Le pregunta si está cómodo, a lo cual el prisionero le dice que no hablará. El Alcaide trata de tranquilizarle diciéndole que no está preguntándole sobre eso, solo si estaba cómodo, a lo cual Chit Sang contesta que si. Entonces, el Alcalde le propina una patada al respaldo de la silla y le vuelve a preguntar a Chit Sang si sigue estando cómo, lo cual este niega. El Alcalde sabe que Chit Sang y sus compañeros no son capaces de idear ese plan ellos solos, así que quiere saber quién más le ha ayudado. Luego se va dejándole con un par de guardias, que vuelve a ponerle de pie y cierran la puerta.
De vuelta con Hakoda y Sokka, éste le pregunta a su padre dónde están todos los demás guerreros 
capturados tras el fracaso de la invasión a la nación del Fuego, a lo cual su padre le dice que están en otra prisión de máxima seguridad en la Nación del Fuego. Sokka le cuenta a su padre que el líder de las guerreras Kyoshi (Suki) está también con ellos y que Zuko ahora está de su parte, a lo cual Hakoda actúa extrañado y cejudo. Hakoda le pregunta si tiene un plan, a lo cual Sokka contesta que tenía uno, pero que Chit Sang y sus compañeros lo estropearon. Hakoda lo anima diciéndole a su hijo que no hay prisión en el mundo que pueda retener a un par de genios de la Tribu Agua, a lo cual Sokka se ríe diciendo "déjame encontrarlos" y Hakoda y él ríen juntos.
Más tarde, Sokka va a hablar con Zuko acerca del nuevo plan de escape. Entonces llegan dos guardias y le preguntan qué hace y Sokka inventa rápidamente una excusa diciendo que solo estaba dándole una lección al prisionero. Los guardias le apresuran diciéndole que tiene órdenes de llevarle a otro lugar. Sokka pide diez segundos para poder "darle una paliza" a Zuko y los guardias se la conceden. Empiezan a oírse quejidos y sonidos de lucha, pero en realidad Sokka está aporreando un colchón que sujeta Zuko. Sokka le dice al que se reúna con ellos en el patio central en una hora. Los guaridas entran entonces y Sokka hace como que le está aplicando una llave a Zuko. Los guardias le separan y se llevan a Zuko a otra sala de interrogatorios, dónde le espera Mai.
El Alcalde se reúne otra vez con Chit Sang, que está boca abajo y con la cara roja mientras es sujeto por los dos guardias. El Alcalde les da órdenes de que le dejen en el suelo y estos obedecen. El Alcalde vuelve a preguntarle quién le ayudó en la fuga, a lo cual este le dice que fue un chico que va disfrazado de guardia pero que no es un guardia en realidad. El Alcalde se retira, dejando solo a un culpable Chit Sang.
Mientras, en otra sala de interrogatorios, Mai y Zuko están callados durante un rato hasta que Zuko le pregunta cómo sabía que estaba en la Roca Hirviente. Mai responde que le conoce muy bien. Zuko está confundido, a lo cual Mai le recuerda que el Alcalde de la prisión es su tío. Mai le hecha en cara que Zuko se haya ido sin dejarle nada más que una carta, tachándolo como un traidor a su nación. Zuko se justifica diciéndole que todo lo que estaba haciendo lo hacía para salvar a su nación y que nunca tuvo la intención de herirla, puesto que según su punto de vista, él no había traicionado a la Nación del Fuego. Mai sigue sin creerle.
La escena cambia a Suki practicando movimientos de artes marciales hasta que Sokka irrumpe en la celda. Le cuenta que van a ese mismo día, en la góndola que trae a los prisioneros. Para evitar que corten la cuerda, soltarán a todos los prisioneros al patio y empezarán una pelea como distracción. Luego cogerán por rehén al Alcalde para así asegurarse de que no cortan la cuerda de la góndola. Sokka se retira y Suki le da un abrazo antes de su marcha. Cuando sale, un grupo de guardias le dicen que el Alcalde quiere verle y Sokka trata de escabullirse sin éxito aparente, pues otro par de guardias le obligan a ir de todos modos. Una vez fuera, le ponen en una línea con otros guardias y le obligan a quitarse el casco. El Alcalde le dice entonces a Chit Sang que señale a su cómplice y este señala al guardia que le mandó al congelador. Pese a que este niega toda relación, el Alcalde da órdenes de que se lo lleven. Chit Sang oculta la identidad de Sokka y este suspira aliviado.
Más tarde, el Alcalde está interrogando al guardia hasta que de pronto le dicen que alguien quiere verle, gritando que había dado órdenes de que nadie lo interrumpiera. Al darse la vuelta, se da cuenta de que se trata de Azula y Ty Lee. Todos se arrodillan ante Azula y esta pregunta quién es el interrogado, a lo que el Alcalde responde tachándole de traidor. Azula lo desmiente inmediatamente y el Alcalde pregunta cómo lo sabe, a lo que Azula dice que "Por que soy muy perceptiva"
Sokka se dirige a hablar con un guardia para que abra las puertas de todos los presos. Pese a las dudas de este, consigue convencerle. Una vez están todos fuera, Sokka, Hakoda y Suki se reúnen. Sokka dice que todo lo que necesitan es una pelea, a lo que Hakoda se dispone a empezar una empujando a otro preso, pero la cosa no sale como esperaban cuando el preso dice que intenta controlar su ira. Es entonces cuando aparece Chit Sang, que quiere entrar en la fuga. Sokka le dice que necesitan una pelea y Chit Sang, actúa como algo muy simple deshacer, solo coge a un preso y grita "¡Motín!", a lo que todos empiezan a pelearse, hasta el preso de antes que decía querer controlar su ira. Sokka, Suki y Hakoda se quedan sin palabras. El Alcalde se queja furioso sobre la liberación de los prisioneros ordenando saber por qué se abrieron las puertas, a lo que el guardia que las abrió, se escapa silenciosamente.
De vuelta con Zuko y Mai, ambos parecen oír los gritos de la pelea. Un guardia aparece entonces, diciendo que el Alcalde le dio órdenes de protegerla. Aunque Mai dice no necesitar ayuda, el guardia se queda de todas formas. En ese preciso momento, Zuko aprovecha para lanzar fuego contra el suelo para que el guardia ponga a cubierto a Mai y él pueda escapar. Pese a que Mai se abre paso con rapidez, Zuko logra escapar y cierra la puerta, sintiéndose algo culpable por lo que acaba de hacerle a Mai.
Zuko se reúne con Sokka, Hakoda, Suki y Chit Sang, que están cubiertos tras una pared. Zuko y Sokka discuten qué hacer ahora, pero entonces Chit Sang dice que Suki está haciendo el trabajo. Ante los ojos atónitos de todos, Suki se abre paso saltando sobre las cabezas de los presos entre la pelea hasta llegar a una pared, escalarla corriendo, dar un salto inventido, sujetarse a un tubo, hacer una pirueta, se sitúa en el siguiente nivel, derribar a un guardia, esquivar a otro, vuelve a escalar corriendo, tumbar a otros dos guardias y apresar al Alcalde atándolo de manos y amordazándolo. Mientras lo inmoviliza, llegan los demás, exhaustos. Hakoda se queda sorprendido con Suki, a lo cual su hijo le apoya.
El grupo se abre paso hasta llegar a las góndolas. Zuko detiene un par de ataques de Fuego Control y dice a los guardias que no se muevan, ya que tienen al Alcalde. Estos obedecen y se apartan. Todos suben a la góndola mientras Zuko activa el dispositivo que hace que se muevan la góndola y luego rompe la palanca para asegurarse de que nadie pueda detenerles, subiendo de manera apresurada a la góndola. No obstante, aparecen entonces Ty Lee y Azula. Azula sube por el cable propulsándose con Fuego Control y Ty Lee avanza corriendo por el cable. Zuko, Suki y Sokka suben al techo de la góndola para enfrentarlas. Mientras que Suki pelea con Ty Lee, Sokka y Zuko confrontan a Azula. Todos mantienen una batalla muy igualada hasta que el Alcalde logra liberarse y da orden de que se corte la cuerda. Los guardias dudan, pero finalmente deciden obedecer. Paran la góndola clavando dos estacas de hierro en los engranajes que hacen que no se mueva, lo que provoca que todos casi se caigan del techo. Ty Lee avisa de que van a cortar la cuerda, por lo que ella y Azula abandonan la góndola saltando al techo que otra góndola que estaba bajando.
La cuerda está siendo cortada, pero entonces aparece Mai, inicia una pelea en la que inmoviliza a los guardias y suelta los engranajes. El grupo ya ha llegado a la cima y dejan a su suerte al Alcalde. Zuko sabe que su hermana ha llegado por algún medio, así que busca y encuentra un dirigible de la Nación del Fuego, en el cual huyen. Mai ha sido finalmente arrestada por los guardias, pero Azula les pide que se vayan y las dejen a solas. Azula la reprende por su acto y le pregunta la razón de su traición, Mai admite que ella hizo una mal cálculo pues el amor que siente por Zuko es más fuerte que el miedo que siente por Azula. Ella, furiosa, le grita que debería temerla más a ella y ambas se disponen a pelear, pero Ty Lee es más rápida e inmoviliza a Azula con gran rapidez. Luego coge a Mai para que se vayan, pero los guardias las detienen y ayudan a Azula a levantarse. Esta da la orden: Ponganlas en donde no tenga que ver sus caras y que se pudran.
Sokka y Zuko llegan hasta el Templo Aire del Oeste por la noche y son recibidos por Katara, Toph y Aang, que piden explicaciones. Es entonces cuando salen Suki, Hakoda y Chit Sang (este último se presenta a los demás) del dirigible. Katara, Sokka y Hakoda se reúnen en un fuerte abrazo.
- Datos: Q5965129